# Caorso
Caorso é uma comuna italiana da região da Emília-Romanha, província de Placência, com cerca de 4.511 habitantes. Estende-se por uma área de 40 km², tendo uma densidade populacional de 113 hab/km².
Faz fronteira com Caselle Landi (LO), Castelnuovo Bocca d'Adda (LO), Cortemaggiore, Monticelli d'Ongina, Piacenza, Pontenure, San Pietro in Cerro. Possui 4 distritos (frazioni, em italiano): Fossadello, Muradolo, Roncarolo e Zerbio.
Entre 1978 e 1990, operou em Caorso uma usina termonuclear, a maior da Itália, e a última a operar em território italiano.

## Demografia
| Variação demográfica do município entre 1861 e 2011                               |
|                                                                                   |
| Fonte: Istituto Nazionale di Statistica (ISTAT) - Elaboração gráfica da Wikipedia |